# 万叶马先蒿
万叶马先蒿，又名轮叶马先蒿，是列当科马先蒿属的植物。分布在蒙古、俄罗斯以及中国大陆的新疆等地。

## 变种
- 紫色万叶马先蒿（Pedicularis myriophylla var. purpurea），分布在蒙古以及中国大陆的河北等地。区别在花管稍长，开紫色花。